# Julien Outrebon
Julien Outrebon est un footballeur puis entraîneur français né le 16 juin 1983 à Épernay. Il évolue au poste de défenseur du début des années 2000 au milieu des années 2010. 
Formé au Amiens SCF, il joue ensuite notamment à l'Entente Sannois Saint-Gratien, au RC Strasbourg, à l'ES Troyes AC avant de terminer sa carrière au Luzenac AP. 
Julien Outrebon était le gendre de Denis Troch qui a été son entraîneur au Amiens SCF. Il est désormais entraîneur adjoint du FC Lorient.

## Biographie
Né à Épernay, Julien Outrebon passe plus de 10 ans au Amiens SCF, passant des juniors aux professionnels. Il fait ses débuts professionnels en Ligue 2 dès l'âge de 18 ans contre Le Mans FC. Sous la houlette de Denis Troch, il progresse et arrive à s'imposer en équipe première. 
L'arrivée d'Alex Dupont en 2004 lui fait perdre son statut de titulaire et le club le prête à l'AS Cherbourg où il retrouve du temps de jeu. L'Entente Sannois Saint-Gratien, club qui joue en National, l'achète en 2005. Dans le club francilien, il parvient même à obtenir le brassard de capitaine, mais la relégation du club en CFA en 2009 entraîne son départ.
Il est alors recruté par l'US Créteil-Lusitanos, autre club de National. Il termine avec ce club quatrième du championnat et dispute 33 rencontres et inscrit trois buts.
Le 22 juin 2010, il signe un contrat d'un an (plus une année optionnelle) en faveur du RC Strasbourg, où il rejoint Laurent Fournier, son entraîneur à Créteil. En raison du contrôle de la masse salariale par la DNCG, son contrat ne sera homologué que début août. Dès ses premiers matchs avec le club alsacien, il s'affirme à nouveau comme le leader de la défense aux côtés du serbe Milovan Sikimic.

## Statistiques
- 42 matchs en Ligue 2
- 287 matchs et 13 buts en National